# Imatge sonora
Una imatge sonora és una imatge mental subjectiva que a cada persona li sobrevé davant un estímul sonor. Per tant, la imatge sonora és tant sonora com visual.